# Pralus
La Patisserie et chocolaterie Pralus est une entreprise de pâtisserie dont le siège social est à Roanne (Loire).

## Histoire
Auguste Pralus (né en 1920) ouvre sa pâtisserie en 1948 à Roanne ; il obtient en 1955 le titre de Meilleur ouvrier de France. En 1988, son fils François Pralus (né en 1959) prend sa succession.
Chaque année, Pralus produit 100 000 Pralulines et 110 tonnes de chocolat. L'entreprise emploie quarante personnes et réalise en 2008 un chiffre d'affaires de 3,3 millions d'euros (dont 30 % à l'exportation).
François Pralus fabrique son propre chocolat, directement à partir des fèves de cacao. Il fait l'acquisition en 2004 d'une plantation de 17 hectares sur l'île de Nosy Be à Madagascar, où il plante 25 000 arbres producteurs de fèves.
En 2024, l'entreprise employait 160 personnes pour 29 millions de chiffres d'affaires.

## Implantations
Comme indiqué sur les rubans d'emballage des Pralulines, en plus des deux boutiques de Roanne, 21 boutiques sont implantées en France, notamment à  Charlieu, Renaison, Saint-Étienne, Montbrison, Paris (2e, 4e, 7e), Lyon ( 2e,  4e,  5e,  6e,  8e), Villefranche-sur-Saône, Tassin-la-Demi-Lune, Dijon, Clermont-Ferrand, Moulins, Valence, Oullins, Mâcon et Sète.

## Praluline

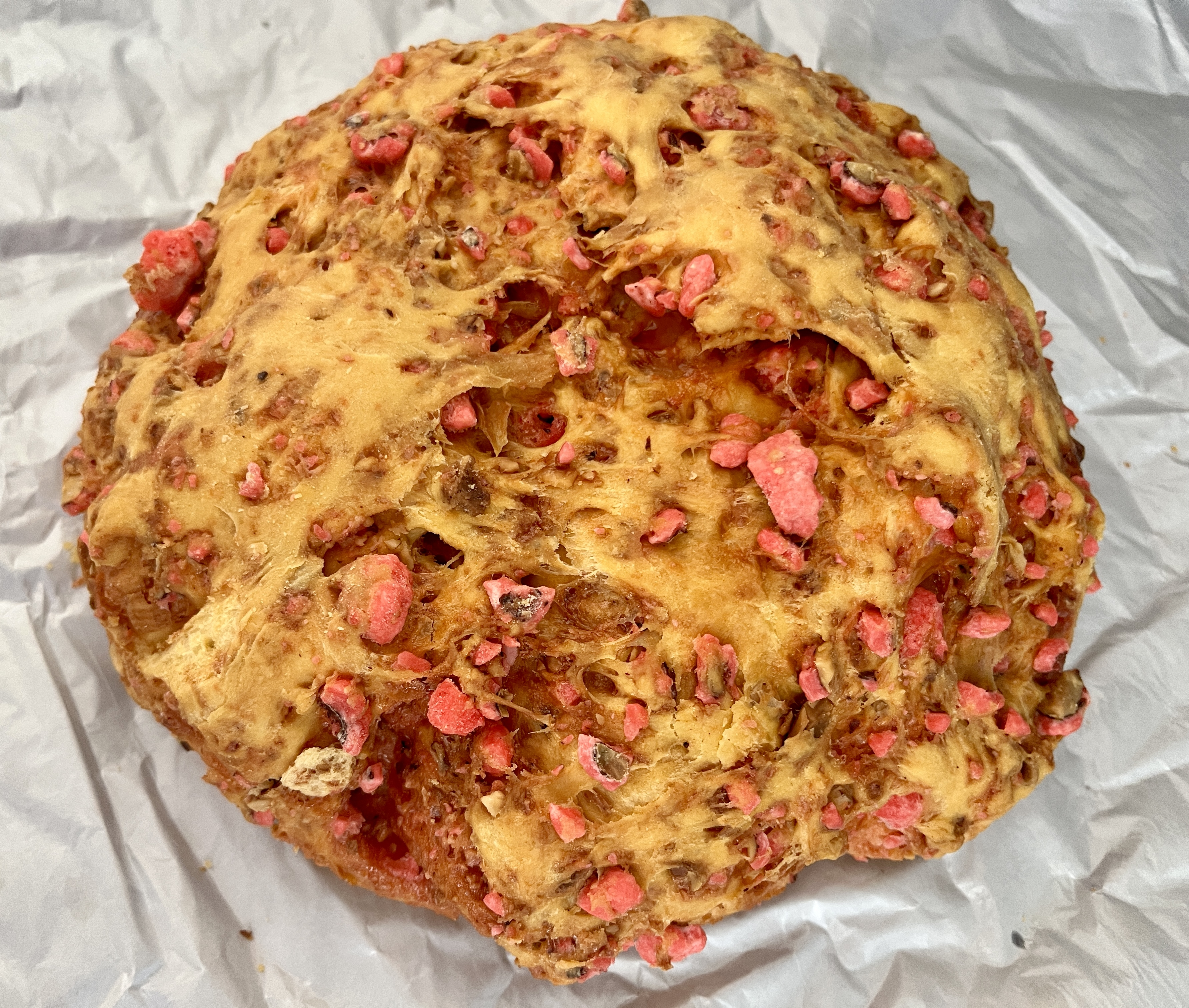
Praluline.

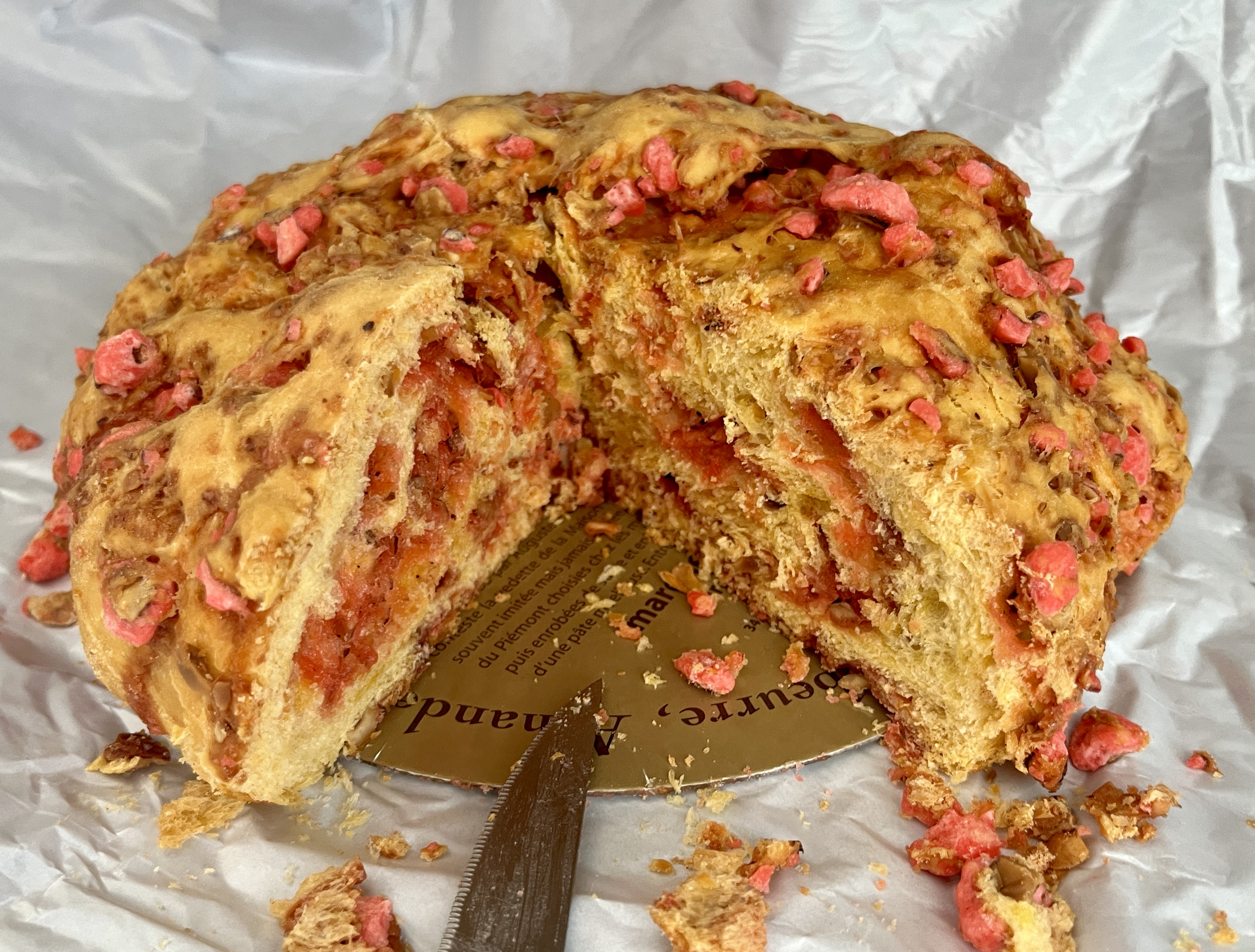
Praluline coupée.

La Praluline est une brioche au beurre et aux pralines roses, créée par Auguste Pralus en 1955. Les pralines roses sont conçues avec des amandes de Valence (Espagne) et des noisettes du Piémont, enrobées de sucre rose et de colorant E129, concassées puis incorporées à la brioche.
La Praluline est une marque déposée, depuis le 13 mai 1961.

## Publication
En octobre 2008, François Pralus publie un ouvrage de recettes illustrées : Cacao, vanille : l'or noir de Madagascar, coécrit avec Laurence Caillier, productrice de vanille.

## Polémiques
Ouvert sans autorisation le 1er mai 2025, un magasin Pralus de Roanne fait l'objet ce même jour d'un contrôle de l'inspection du travail, qui constate l'infraction. Les déclarations de François Pralus à la presse, ainsi que celles du maire Yves Nicollin, et du député Antoine Vermorel-Marquès à la suite de ce contrôle, entraînent une mise au point de la CFDT qui dénonce des discours manipulatoires et leur rappelle leurs responsabilités.    